# Мохове (пам'ятка природи)
«Мохове» — комплексна пам'ятка природи місцевого значення. 
Об'єкт розташований в межах Лук'янівської сільської ради Таращанського району. Землекористувачем є Лук'янівська сільська рада. Створено рішенням Київського облвиконкому № 118 від 28 лютого 1972 року.